# Mladovo
Mladovo (bulgariska: Младово) är ett distrikt i Bulgarien.   Det ligger i kommunen Obsjtina Sliven och regionen Sliven, i den centrala delen av landet, 240 km öster om huvudstaden Sofia.
Trakten runt Mladovo består till största delen av jordbruksmark. Runt Mladovo är det ganska glesbefolkat, med 25 invånare per kvadratkilometer.